# Будберг, Александр Петрович
Александр Петрович Будберг (род. 22 сентября 1968, Москва) – российский журналист, политический обозреватель газеты «Московский комсомолец».

## Биография
Родился 22 сентября 1968 года в Москве. Отец — Петр Борисович Будберг (род. 26.2.1925 года в Житомире); мать — Фаина Михайловна Фрумкина (род. 5.5.1928 года в Москве). Является прямым потомком генерала-лейтенанта, героя Отечественной войны 1812 года Карла Васильевича Будберга (1775—1829). В 2012 году на Бородинском поле при участии Александра Петровича был установлен памятник в честь лейб-кирасирского Его Величества полка.
В 1985 году окончил литературный класс московской школы №201 имени Зои и Александра Космодемьянских. Русский язык и литературу ему преподавала Заслуженный учитель школы РСФСР З. Н. Кулакова, физику и астрономию вёл Заслуженный учитель школы РСФСР Г. М. Черных.
Окончил Московский авиационный технологический институт (МАТИ) имени К. Э. Циолковского по специальности «металловедение». В 1991 году по объявлению устроился репортёром в газету «Московский комсомолец» (МК); до 1996 года — корреспондент МК.
С 1996 года — обозреватель газеты «Московский комсомолец».
В 2003 года вместе с Владиславом Александровичем Фридманом и Анной-Марией Юрьевной Рыклиной стал учредителем ЗАО «Группа Омнес Империум».
31 мая 2009 года презентовал книгу «Фотоальбом Александра Будберга», состоящую из его публикаций в МК (аполитичных).
По сообщению Мониторинговой экспертной группы, созданной политологом Мариной Литвинович, в 2009 году кандидатура Будберга рассматривалась на пост главного редактора газеты «Известия». Предположительно, назначению помешали действия бывшего советника президента Михаила Лесина.

## Семья
Женат на журналистке Наталье Тимаковой, 13 мая 2008 года ставшей пресс-секретарём Президента РФ, которую он в 1995 году устраивал в «Московский комсомолец».
В начале 2013 года на YouTube появился ролик, где говорилось, что некий хакер взломал серверы принадлежащей Будбергу PR-компании и скачал его отчёты и письма. В них якобы содержатся «прайсы на журналистов, общественных деятелей и блогеров». В связи с этим роликом, по одной из версий, ему пришлось подать в отставку с места советника президента банка ВТБ.
Будберг охарактеризовал этот материал как заказной, а в одном из интервью газете «Известия» назвал это клеветой в свой адрес.

## Награды и звания
- Медаль «Защитнику свободной России» (1 августа 1996) — за исполнение гражданского долга при защите демократии и конституционного строя 19 — 21 августа 1991 года[10]
- Почётная грамота Президента Российской Федерации (17 декабря 2011) — за большой вклад в реконструкцию, реставрацию, техническое оснащение и торжественное открытие федерального государственного бюджетного учреждения культуры "Государственный академический Большой театр России"[11]
- Лауреат премии Союза журналистов Москвы

## Должности в других организациях
- Член правления Института современного развития (ИНСОР).
- Председатель исполкома Попечительского совета Большого театра, член совета «Фонда Большого театра»[12].